# Jamides sarsina
Jamides sarsina är en fjärilsart som beskrevs av Hans Fruhstorfer 1916. Jamides sarsina ingår i släktet Jamides och familjen juvelvingar. Inga underarter finns listade i Catalogue of Life.